# سكرة (تونس)

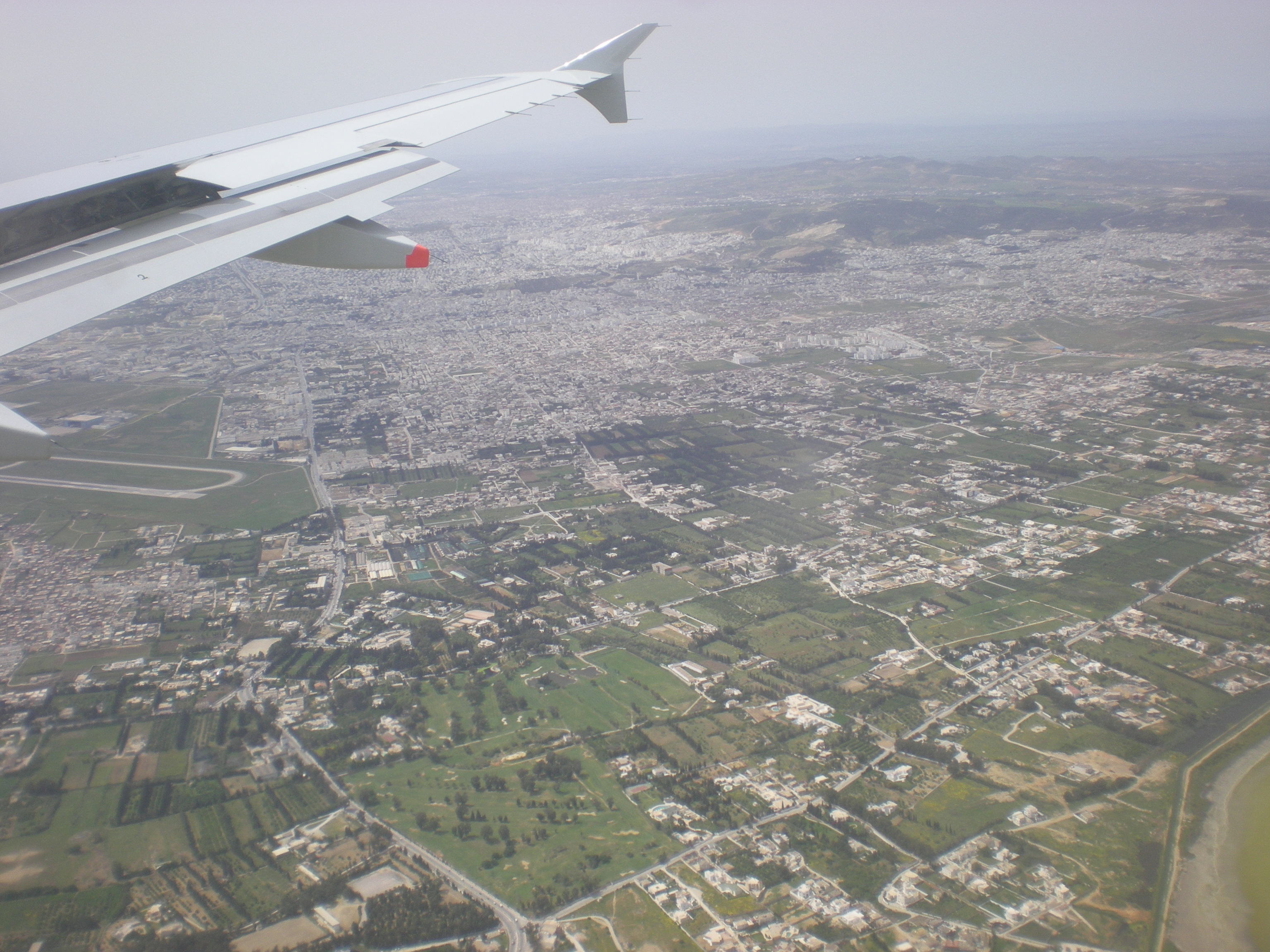
صورة جوّيّة لمدينة سكّرة

سُكّرَة إحدى مدن الجمهورية التونسية، تقع في ولاية أريانة ، بلغ عدد سكانها 89.151 نسمة عام 2004 ، وهي منطقة سكنية تقع في الضاحية الشمالية لمدينة تونس، تبعد 6 كم عن وسط العاصمة.
في عام 2001 افتتاح أول هايبر ماركت في البلاد ، كارفور ، بالقرب من مدينة سكرة بمساحة بيع 9000 متر مربع.
غولف قرطاج هو أقدم ملعب للجولف في تونس تأسس في مدينة سكرة في عام 1927.

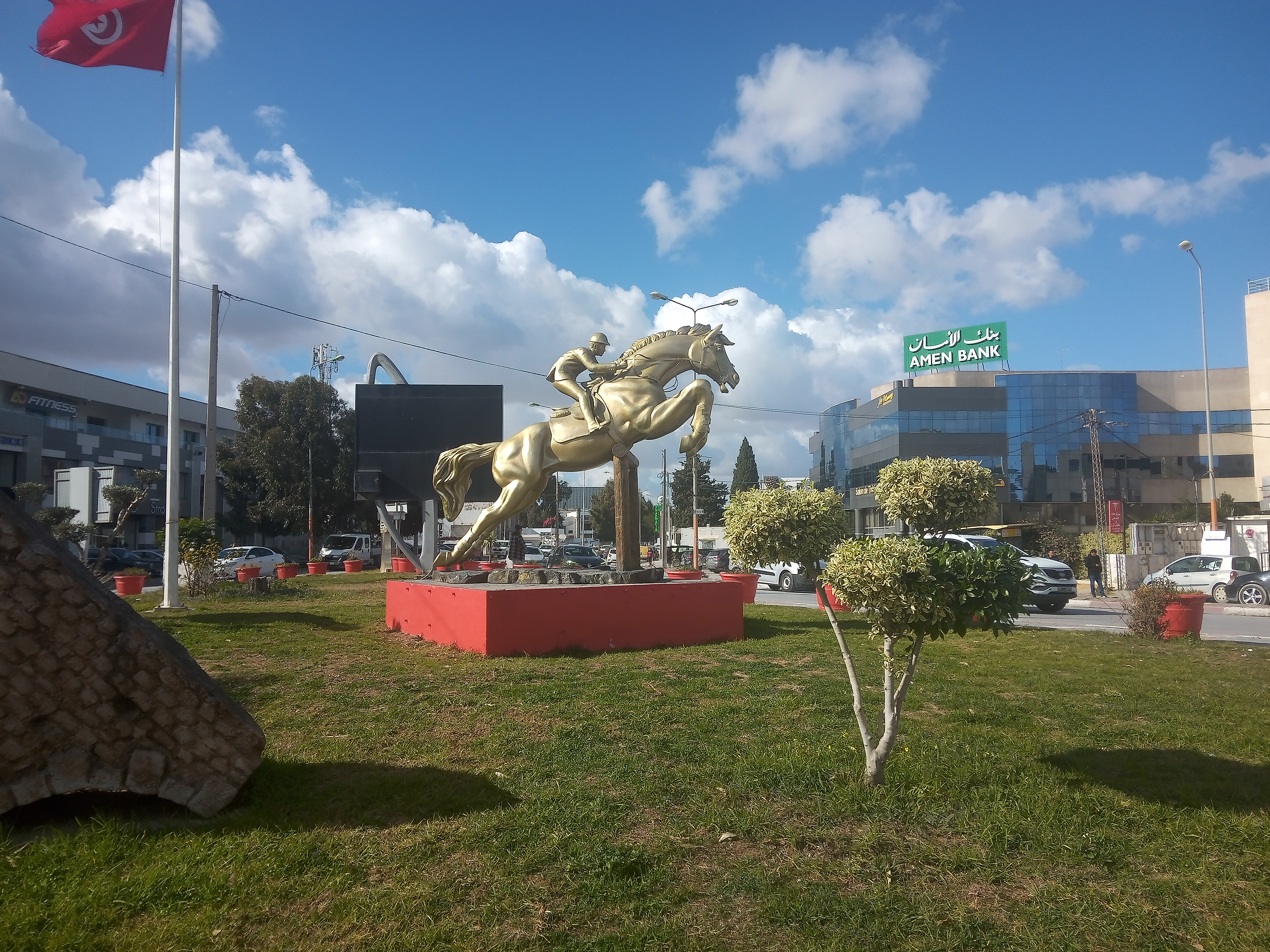
ساحة الفروسية تمثال الفارس على حصان (قفز الحواجز)
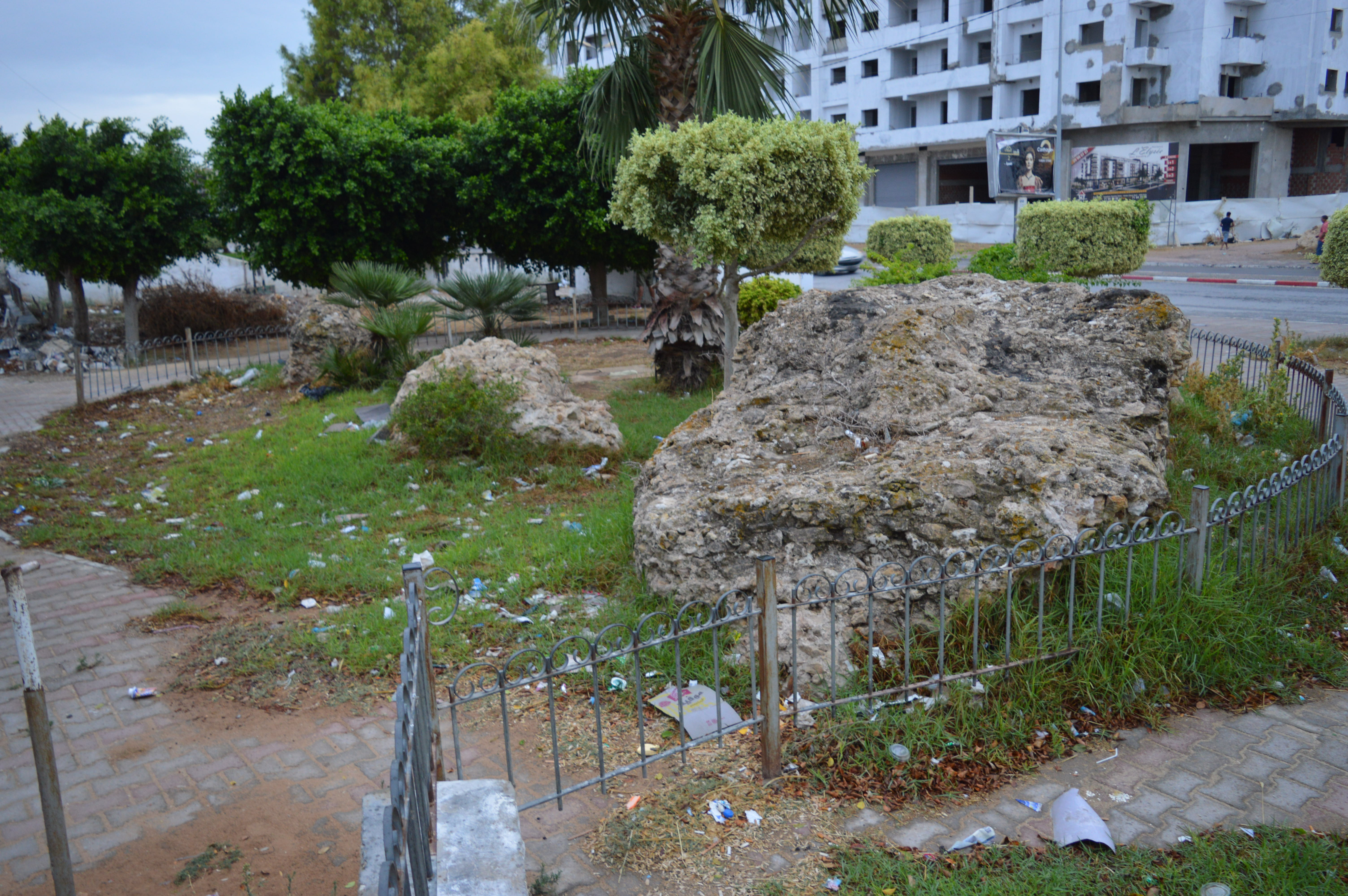
القنوات الرومانية

### مواضيع ذات علاقة
- معتمدية سكرة.
- ولاية أريانة.
- تونس الكبرى.